# Cilebak (plaats)
Cilebak is een bestuurslaag in het regentschap Kuningan van de provincie West-Java, Indonesië. Cilebak telt 1556 inwoners (volkstelling 2010).